# Michał Troszyński
Michał Troszyński (ur. 3 września 1921 w Czekanówku, zm. 13 lipca 2017 w Warszawie) – polski lekarz, ginekolog, profesor nauk medycznych.

## Życiorys
Syn Franciszka i Stanisławy. W 1952 został absolwentem studiów lekarskich na Akademii Medycznej w Gdańsku. W 1964 uzyskał stopień doktora nauk medycznych w Akademii Medycznej w Warszawie. Habilitował się w 1971. Tytuł profesora nauk medycznych otrzymał w 1981.
Pracę zawodową rozpoczął w 1952 w Klinice Położnictwa i Ginekologii Akademii Medycznej w Poznaniu. W 1956 przeszedł do Kliniki Położnictwa i Ginekologii warszawskiej Akademii Medycznej w Warszawie. W 1975 stworzył Klinikę Położnictwa i Perinatologii oraz Ginekologii w Instytucie Matki i Dziecka, obejmując stanowisko zastępcy dyrektora tej instytucji. Przez kilkanaście lat pełnił funkcję przewodniczącego krajowego zespołu specjalistycznego w dziedzinie położnictwa i ginekologii. Zajmował się badaniami poświęconymi kwestiom opieki nad matką i dzieckiem, wprowadził obowiązek dokładnej analizy przyczyn zgonów matek i noworodków. W 1991 przeszedł na emeryturę, jego następcą na stanowisku kierownika KPiG w IMiDz został Bogdan Chazan. Michał Troszyński pozostał konsultantem w Instytucie Matki i Dziecka, w 1998 został kierownikiem Pracowni Analiz Zdrowia Prokreacyjnego. Michał Troszyński był także przewodniczącym Sekcji Demografii Medycznej w ramach Polskiej Akademii Nauk, przewodniczącym rady naukowej Instytutu Położnictwa i Ginekologii Akademii Medycznej w Łodzi oraz przewodniczącym Krajowego Zespołu Naturalnego Planowania Rodziny przy ministrze zdrowia.
Opublikował liczne prace naukowe poświęcone m.in. zagadnieniom położnictwa; autor m.in. wielokrotnie wznawianego podręcznika akademickiego Ćwiczenia położnicze.

## Odznaczenia i wyróżnienia
- Krzyż Komandorski z Gwiazdą Orderu Odrodzenia Polski (2016)[4]
- Krzyż Komandorski Orderu Odrodzenia Polski (2011)[5]
- Krzyż Oficerski Orderu Odrodzenia Polski (1998)[6]
- Krzyż Kawalerski Orderu Odrodzenia Polski (1989)
- Złoty Krzyż Zasługi (1974)

## Wybrane publikacje
- Alkohol a potomstwo, PZWL, Warszawa 1966.
- Chcemy mieć zdrowe dziecko, czyli o świadomym rodzicielstwie, PZWL, Warszawa 1985.
- Ćwiczenia położnicze, PZWL, Warszawa 1966.
- Porody przedwczesne. Przyczyny, zapobieganie, postępowanie lecznicze, PZWL, Warszawa 1981.